# Агностический деизм
Агностический деизм — религиозно-философская позиция, объединяющая точки зрения деизма и агностицизма на существование божеств. В качестве деиста агностический деист верит, что существует хотя бы одно божество, которое положило начало Вселенной и никак больше не вмешивается в полагание событий (хотя некоторые деисты считают, что Бог влияет на события, но не вмешивается в них полностью. В основе лежит симбиоз двух идей: идеи Творца и законов науки), но как агностик считает, что истинность или ложность такого предположения неизвестны либо (скорее) принципиально непознаваемы. К числу представителей могут относить Хосе Рисаля, Чарлза Дарвина.
Каких-либо противоречий между позициями агностицизма и деизма нет, и большинство деистов являются агностическими деистами.
Современные представители светских взглядов в Скандинавии не хотят определять себя как атеистов и прямо отрицать возможность существования Бога. Многие предпочитают считать, что возможно есть «некая религиозная сила», или что их позиция неопределенна, либо они просто не знают. Согласно Хансу Рауну Иверсену, распространенная датская позиция в отношении Бога, возможно, лучше всего характеризуется как «агностический деизм».